# Hlavně že je večírek – 15 let Souboru kreténů
Hlavně že je večírek – 15 let Souboru kreténů je studiové album české rockové skupiny Tři sestry z roku 2000.

## Seznam skladeb
Album má celkem 20 skladeb:
1. „Intro“
2. „Věci divnej spád maj“
3. „Kunratice“
4. „Ta naše rytmika“
5. „O strašlivé vojně s Turkem“
6. „Kelti“
7. „Konec Bulla Máchy“
8. „Rokenrol“
9. „Krabička“
10. „Večírek“
11. „Šetři se chlapče“
12. „Veselej R'n'R“
13. „Železňák“
14. „Eliška“
15. „Tosca“
16. „Nechci do ústavu“
17. „Metalice“
18. „Život je takovej“
19. „Zelená“
20. „Kovárna I“